# Кістоун (Колорадо)
Кістоун (англ. Keystone) — переписна місцевість (CDP) в США, в окрузі Самміт штату Колорадо. Населення — 1369 осіб (2020).

## Географія
Кістоун розташований за координатами 39°34′25″ пн. ш. 105°56′4″ зх. д. / 39.57361° пн. ш. 105.93444° зх. д. (39.573678, -105.934581).  За даними Бюро перепису населення США в 2010 році переписна місцевість мала площу 105,20 км², з яких 105,19 км² — суходіл та 0,02 км² — водойми.

## Демографія
Згідно з переписом 2010 року, у переписній місцевості мешкало 1079 осіб у 491 домогосподарстві у складі 233 родин. Густота населення становила 10 осіб/км².  Було 3373 помешкання (32/км²).
Расовий склад населення:
| - 93,5 % — білих - 0,6 % — азіатів - 0,4 % — чорних або афроамериканців - 0,2 % — вихідців з тихоокеанських островів - 3,2 % — осіб інших рас |

До двох чи більше рас належало 2,1 %. Частка іспаномовних становила 15,3 % від усіх жителів.
За віковим діапазоном населення розподілялося таким чином: 9,6 % — особи молодші 18 років, 77,7 % — особи у віці 18—64 років, 12,7 % — особи у віці 65 років та старші. Медіана віку мешканця становила 35,3 року. На 100 осіб жіночої статі у переписній місцевості припадало 145,8 чоловіків;  на 100 жінок у віці від 18 років та старших — 152,6 чоловіків також старших 18 років.
Середній дохід на одне домашнє господарство  становив 90 821 долар США (медіана — 66 383), а середній дохід на одну сім'ю — 177 925 доларів (медіана — 125 978). За межею бідності перебувало 11,8 % осіб, у тому числі 0,0 % дітей у віці до 18 років та 0,0 % осіб у віці 65 років та старших.
Цивільне працевлаштоване населення становило 958 осіб. Основні галузі зайнятості: мистецтво, розваги та відпочинок — 35,9 %, освіта, охорона здоров'я та соціальна допомога — 18,2 %, будівництво — 12,2 %, публічна адміністрація — 10,5 %.